# 阿波馬托克斯縣 (維吉尼亞州)
阿波馬托克斯縣（英語：Appomattox County）是美國維吉尼亞州中南部的一個縣。面積867平方公里。根據美國2000年人口普查，共有人口13,705人。縣治阿波麥托克斯。
成立於1845年2月8日。縣名來自阿波馬托克斯河。